# Числительное в немецком языке
Числи́тельное в неме́цком языке́ — это самостоятельная часть речи, обозначающая количество предметов или их порядок при счёте. В соответствии с этим немецкие числительные могут быть количественными или порядковыми. Первые отвечают на вопрос «wie viel?», вторые — «der (die, das) wievielte?». Также числительными могут быть собирательными (например, beide — оба) и дробными.

## Количественные числительные

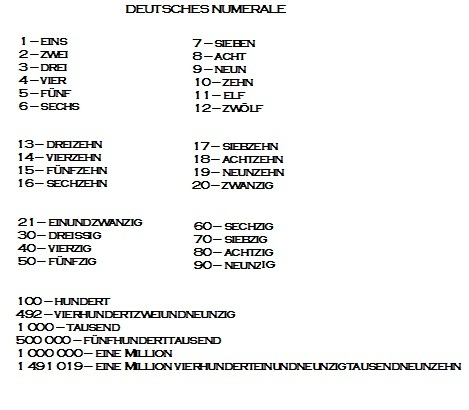
Немецкие числительные

Количественные числительные обозначают определённое число, отвечая на вопрос «сколько?». Они, как самые распространённые, используются для указания количества предметов, при обычном счёте, решении математических уравнений (с присутствием чисел в качестве самостоятельных членов, коэффициентов, показателя степени и так далее), прочтении дат и времени.
По сложности образования все немецкие количественные числительные делятся на три группы:
- Простые, которые состоят из одной основы (собственно числительное); это числа от 1 до 12 (eins, zwei, drei, vier, fünf, sechs, sieben, acht, neun, zehn, elf, zwölf), 100 (hundert) и 1000 (tausend).
- Сложные, которые образуются от единицы и zehn; это числа от 13 до 19 (dreizehn, vierzehn, fünfzehn, sechzehn, siebzehn, achtzehn, neunzehn).
- Производные, образованные при помощи единицы и суффикса -zig (zwanzig, dreißig, vierzig, fünfzig, sechzig, siebzig, achtzig, neunzig).

Чтение и написание числительных высоких порядков, от сотен до сотен тысяч, производится простым присоединением соответствующих чисел разряда, начиная с самого большого и заканчивая самым малым. При этом для разграничения единиц и десятков употребляется союз «und». Например, 176 — einhundertsechsundsiebzig, 3 834 — dreitausendachthundertvierunddreißig. Немецкие количественные числительные пишутся слитно, образуя крупные слова в несколько десятков букв: 12 853 — zwölftausendachthundertdreiundfünfzig, 891 724 — achthunderteinundneunzigtausendsiebenhundertvierundzwanzig (см. также Самое длинное слово немецкого языка). Правила образования числительных изменяются при чтении дат, где выделяется количество сотен и единиц. Таким образом, дату 1936 читают как «neunzehnhundertsechsunddreißig» (вместо «eintausendneunhundertsechsunddreißig»).

## Порядковые числительные
Порядковые числительные обозначают порядок предмета при счёте, отвечая на вопрос «который?». Этим немецкие порядковые числительные соответствуют прилагательным, по правилам которых склоняются. Их образование производится при помощи суффикса -(s)t-.
Выбор суффикса -t- или -st- определяется тем, к какому количественному числительному он должен присоединяться. Числительные до 19 имеют суффикс -t- (siebente, elfte, fünfte, neunzehnte), после — -st- (zwanzigste, vierundsechzigste). Но: 315 — dreihundertfünfzehnte, так как на конце 15. Исключением из правил являются числа 1, 3, 8: первые имеют собственные особенности перехода от количественной категории в порядковую — erste, dritte, последнее — acht + te = achte.

## Дробные числительные
Дробные числительные составляют особую группу чисел, выраженных в частях единицы. Их образование происходит при помощи суффикса -(s)tel. Первая часть, являющаяся числителем, есть соответствующее количественное числительное. Вторая, выполняющая функцию знаменателя, изменяется при помощи суффикса. Таким образом, получается дробь. Например, 1/9 — ein Neuntel, 2/63 — zwei Dreiundsechzigstel. Дробь 1/2 называется die Hälfte или halb.